# Fundamental Katalog
Il Fundamental Katalog (Fundamentalkatalog o FK), in italiano "catalogo fondamentale", è un catalogo stellare pubblicato per la prima volta nel 1879.
Negli anni si sono susseguite diverse versioni del catalogo che sono note con la sigla FK1, FK2, etc, oppure sono indicate con il loro nome inglese, ad esempio la quinta versione del catalogo, FK5, è anche nota come Fifth Fundamental Catalogue (quinto catalogo fondamentale).

L'ultimo pubblicato è il FK6.

## Storia
Il catalogo rispondeva all'esigenza di avere dei punti di riferimento precisi rispetto ai quali poter misurare la posizione di altri oggetti astronomici. All'inizio il catalogo riportava alcune stelle di riferimento ripartite uniformemente sulla sfera celeste al fine di agevolare la realizzazione del catalogo AGK (Astronomische Gesellschaft Katalog).
Le stelle inserite nel FK erano scelte in base alla loro magnitudine, che doveva essere abbastanza bassa da poter individuare agevolmente la stella anche se vista con l'ausilio di uno strumento. Il catalogo da allora è stato arricchito e aggiornato per tenere conto del moto proprio delle stelle.

## Versioni
La prima versione del catalogo, all'epoca chiamata solo FK ma oggi nota come FK1, comprendeva 539 stelle con declinazione superiore a -10°.
La seconda versione è del 1907 e si chiamava all'epoca Neuer Fundamentalkatalog, o "nuovo catalogo", oggi è nota come FK2. In questa versione sono state aggiunte delle stelle per coprire l'intera volta, il numero di stelle catalogate era 925.
La terza versione è stata pubblicata nel 1937 e si chiamava Dritter Fundamentalkatalog (o FK3). Includeva solamente 873 stelle poiché 52 erano state rimosse. L'anno seguente è stato pubblicato un supplemento a questa versione che aggiungeva 662 stelle.
La quarta versione (FK4), pubblicata nel 1963, include le 1535 stelle contenute nel FK3 e relativo supplemento. Anche di questa versione è stato pubblicato un supplemento, due anni dopo, che aggiunge altre 1111 stelle.
La quinta versione (FK5) è del 1988 e contiene sempre 1535 stelle. Però il suo supplemento, del 1991, ne conta 3115.
La sesta e finora ultima edizione (FK6) è del 2000, è divisa in due parti FK6(I), con 878 stelle, e FK6(III), con 3.272 stelle. Entrambe le parti sono un aggiornamento e rettifica del FK5 usando i dati del catalogo Hipparcos.

## Contenuti
Tutte le 1 535 stelle delle versioni da FK3 a FK5 hanno una magnitudine che non supera 7,5. 
La notazione usata nel catalogo è secondo la forma "FK5 nnnn", dove nnnn è un numero. Nel FK5 esistono 873 riferimenti con numeri che vanno di 1 a 925 (i numeri mancanti sono le 52 stelle soppresse nella FK2) e 662 riferimenti tra 1001 e 1670 (la numerazione del supplemento al FK3 cominciava da 1000 ma 8 numeri non sono stati mai pubblicati). Inoltre, il supplemento al FK5 ha numeri compresi tra 2003 e 6125.
Il FK6 mantiene la stessa numerazione del FK5.
Per ogni stella il Fundamental Katalog riporta i valori di ascensione retta e di declinazione, sia con epoca J2000.0 che B1950.0, e anche con l'epoca esatta in cui è stata effettuata la misura, in modo da considerare in modo preciso il moto proprio.

Comprende anche i valori di parallasse, tipo spettrale, velocità radiale e moto proprio, oltre che la corrispondenza con le designazioni di altri cataloghi: AGK, Bonner Durchmusterung, HD, Boss e SRS.